# Chandramukhi
Chandramukhi (Tamil: சந்திரமுகி) er en indisk komedie-horror film fra 2005, instrueret af P. Vasu og produceret af Ramkumar Ganesan. 